# Kanton Taninges
Kanton Taninges (fr. Canton de Taninges) je francouzský kanton v departementu Horní Savojsko v regionu Rhône-Alpes. Skládá se z pěti obcí.

## Obce kantonu
- La Côte-d'Arbroz
- Les Gets
- Mieussy
- La Rivière-Enverse
- Taninges